# 埃里克·坎托
埃里克·伊万·坎托（英語：Eric Ivan Cantor；1963年6月6日—）是美国的一位政治人物、律師和商人。2001年至2014年，擔任維吉尼亞州第7選區的眾議院議員。他的黨籍是共和黨。在其就任國會議員期間，他是共和黨內唯一一個非基督徒的國會議員。